# ادی استوترهایم
ادی استوترهایم (انگلیسی: Eddy Stutterheim; ۱۱ اوت ۱۹۰۸ – ۱۳ آوریل ۱۹۷۷) قایقران قایق بادبانی اهل پادشاهی هلند بود.